# 1976年モントリオールオリンピックのデンマーク選手団
1976年モントリオールオリンピックのデンマーク選手団（1976ねんモントリオールオリンピックのデンマークせんしゅだん）は、1976年7月17日から8月1日にかけてカナダのモントリオールで開催された1976年モントリオールオリンピックのデンマーク選手団、およびその競技結果。

## 概要
今大会は金メダル1個、銅メダル2個の合計3個のメダルを獲得した。

## メダル
| メダル | 選手名                                                                    | 競技   | 種目                       |
| ------ | ------------------------------------------------------------------------- | ------ | -------------------------- |
| 銅     | ニールス・フレッドボーグ                                                  | 自転車 | 男子1000mタイムトライアル  |
| 銅     | ワーナー・ブラウズン ガート・フランク ヤーゲン・ハンセン イェーン・ルンド | 自転車 | 男子チームタイムトライアル |